# Lansdale (Pennsylvania)
Lansdale ist ein Borough im Montgomery County im Südosten des US-Bundesstaates Pennsylvania. Das U.S. Census Bureau hat bei der Volkszählung 2020 eine Einwohnerzahl von 18.773 ermittelt.
Der Ort gut 40 km nordwestlich von Philadelphia wurde seit etwa 1805 von der Familie Jenkins bewohnt, ab etwa 1850 wuchs die Stadt im Zuge des Eisenbahnbaus. Ihren heutigen Namen erhielt sie 1872 zu Ehren von Phillip Lansdale Fox von der North Pennsylvania Railroad.

## Bevölkerung
Laut Volkszählung 2010 waren 75,9 % der Einwohner Weiße, 5,9 % Schwarze und der Rest andere und Mischlinge.

## Persönlichkeiten
- Ralph Hirschmann (1922–2009), Chemiker
- Russell Hoban (1925–2011), Schriftsteller
- Peggy March (* 1948), Sängerin
- Peter Enns (* 1961), Professor für Biblische Studien und Autor
- Britt Swartley (* 1971), Freestyle-Skier
- Missy Mazzoli (* 1980), Komponistin